# Reading (borough)
Reading – dystrykt (unitary authority) w hrabstwie ceremonialnym Berkshire w Anglii. W 2011 roku dystrykt liczył 155 698 mieszkańców.

## Miasta
- Reading

## Inne miejscowości
- Abbey, Battle, Caversham, Church, Katesgrove, Kentwood, Mapledurham, Minster, Norcot, Park, Peppard, Redlands, Southcote, Thames, Tilehurst i Whitley[3].